# Danny McGuire

a Compétitions nationales et continentales officielles uniquement.

b Matchs officiels uniquement.
Danny McGuire, né le 6 décembre 1982 à Leeds, est un joueur de rugby à XIII anglais évoluant au poste de demi d'ouverture dans les années 2000. 

## Carrière
Il a été sélectionné en sélection anglaise et sélection britannique, participant avec la première à la coupe du monde 2008 et au Tournoi des Quatre Nations 2009. En club, Danny McGuire a effectué l'essentiel de sa carrière au sein d'un même club les Rhinos de Leeds, avec qui il a remporté huit titres de Super League (2004, 2007, 2008, 2009, 2011, 2012, 2015 et 2017), trois World Club Challenge (2005, 2008 et 2012), et fut désigné à deux reprises à titre individuel joueur du match en finale de Super League (2015 et 2017). Il est à l'heure actuelle le meilleur marqueur d'essais de l'histoire de la Super League avec 259 essais.

## Palmarès

### Collectif
- Vainqueur du World Club Challenge : 2005, 2008 et 2012 (Leeds).
- Vainqueur de la Super League : 2004, 2007, 2008, 2009, 2011, 2012, 2015 et 2017 (Leeds).
- Vainqueur de la Challenge Cup : 2014 et 2015 (Leeds).
- Finaliste du Tournoi des Quatre Nations : 2009 (Angleterre).
- Finaliste du World Club Challenge : 2009, 2010, 2013 et 2016 (Leeds).
- Finaliste de la Super League : 2005 (Leeds).
- Finaliste de la Challenge Cup : 2003, 2005, 2010, 2011 et 2012 (Leeds).

### Individuel
- Meilleur demi d'ouverture de la Super League : 2004 et 2006 (Leeds).
- Meilleur joueur de la finale de la Super League : 2015 et 2017 (Leeds).
- Meilleur marqueur d'essais de la Super League : 2004 (Leeds)